# Wyprawa plebańska
Wyprawa plebańska – anonimowy dialog, opublikowany krakowskiej Drukarni Łazarzowej w 1590 roku. Utwór należy do kręgu literatury sowizdrzalskiej. Krytykuje postanowienia zjazdu w Łęczycy z 1589 roku, zgodnie z którymi każdy duchowny zobowiązany był wystawić na wojnę z Tatarami po jednym pachołku. Krytyka ta realizowana jest poprzez ukazanie przygotowań naiwnego wiejskiego plebana do wysłania na wojnę sługi szkolnego Albertusa. Wyprawa plebańska jest pierwszym staropolskim utworem utrzymanym w konwencji groteski. Utwór spowodował powstanie licznych naśladownictw, nazywanych „albertusami”.

## Problem autorstwa
Autor Wyprawy plebańskiej jest nieznany, a współczesna wiedza o jego życiu oparta jest głównie na domysłach. Wywodził się on prawdopodobnie z nizin społecznych, tekst wskazuje jednak, że zdobył dość solidne wykształcenie (być może na Akademii Krakowskiej). Z zawodu mógł być sekretarzem, nauczycielem lub księdzem. Na jego bliskie związki ze środowiskiem duchownych wskazuje wpleciona w utwór obrona kleru i powoływanie się na utwór przez kościelnych publicystów. Posiadał też dobrą znajomość kręgów mieszczańskich (wymienia w utworze imiennie krakowskie szynkarki i handlarzy końmi) oraz plebejskich. Druk utworu w prestiżowej oficynie Jana Januszowskiego wskazuje na to, że autor musiał być w pewnym stopniu znany w Krakowie. Na jednym z egzemplarzy pierwodruku Wyprawy plebańskiej zachowała się dedykacja do duchownego R[evere]ndo D[omino] Floriano D (nazwisko nieczytelne), ponieważ jednak autor był znany adresatowi, więc dedykacja ta nie zawiera podpisu.

## Tło historyczne utworu
20 września 1589 roku odbył się w Łęczycy, zwołany przez Stanisława Karnkowskiego zjazd senatorów i posłów wielkopolskich. Na zjeździe tym, wobec zagrożenia państwa ze strony Tatarów zdecydowano się na podjęcie nowych środków, mających zwiększyć obronność kraju. Jednym z postanowień zjazdu było nałożenie na duchowieństwo obowiązku wystawienia na wojnę uzbrojonego pachołka. Postanowienia te spotkały się z różnorodną krytyką. Wojna plebańska należy do tego nurtu krytycznego, broniąc interesów biednego duchowieństwa.

## Zarys treści
Dialog rozgrywa się pomiędzy ubogim Plebanem a Albertusem, parafialnym sługą. Pleban, zmuszony przez prawo do wystawienia na wojnę wyposażonego pachołka, decyduje się przydzielić tę rolę Albertusowi, który, znudzony dotychczasowymi zajęciami, chętnie przyjmuje jego ofertę. Bohaterowie udają się na krakowski targ, aby zakupić wyposażenie dla przyszłego żołnierza. Pleban zaciekle targuje się ze sprzedającymi i ostatecznie kupuje ekwipunek tani i złego gatunku – połamane ostrogi, drewniane strzemiona, zniszczone uzbrojenie i starego, upartego konia. Resztę wyposażenia obiecuje Pleban skonstruować dla Albertusa z odpowiednio przystosowanych przedmiotów codziennego użytku. Udziela również słudze naiwnych porad dotyczących walki (oparte głównie na wiedzy zaczerpniętej z Biblii). Dialog kończy się pożegnaniem obu bohaterów i wyruszeniem Albertusa na wojnę. 

## Recepcja utworu
Aktualna tematyka i komizm sprawiły, że utwór stał się szybko bardzo popularny – powoływali się na niego publicyści, autorzy antyszlacheckich polemik (m.in. Hieronim Powodowski), była też kilkakrotnie wznawiana: dwa wydania przed 1594 rokiem (aby uniknąć płacenia autorowi honorarium za wznowienia, Januszowski wydał jedno z nich pod datą pierwodruku, a drugie bez adresu bibliograficznego), kolejne w latach: 1613, 1614, 1649, 1696 (dwa ostatnie wydania ukazały się pod rozszerzonym tytułem:Wyprawa plebańska Albertusa na wojnę). Pod wpływem Wyprawy plebańskiej powstały liczne jej naśladownictwa i kontynuacje, nazywane od połowy XVII wieku albertusami, połączonych głównie główną postacią – samym Albertusem lub bohaterem na nim wzorowanym. Bezpośrednią kontynuacją Wyprawy plebańskiej był wydany w 1594 roku Albertus z wojny.